# لوتس ۷۲۳۰
سیارک ۷۲۳۰ (به انگلیسی: 7230 Lutz، نامگذاری:1985RZ1) هفت هزار و دویست و سیمین سیارک کشف شده‌است که در ۱۲ سپتامبر ۱۹۸۵ کشف شد.
قدر مطلق سیارک برابر ۱۴٫۱۰ است.